# Salbunara
Salbunara (mjesna čakavica: Salbunora) je naselje na Biševu, u Splitsko-dalmatinskoj županiji. 

## Upravna organizacija
Administrativno je dio Grada Komiže.

## Zemljopisni položaj
Priobalno je naselje. Nalazi se na sjeveru otoka, sa zapadne strane.

## Povijest i gospodarstvo
Salbunora je staro ribarsko naselje.